# Refuge de Goriz
Le refuge de Goriz, ou refuge Delgado Úbeda, est un refuge d'altitude (2 150 m) situé dans les Pyrénées espagnoles dans le parc d'Ordesa, sur la commune de Torla-Ordesa (Aragon). On y accède en remontant la vallée d'Ordesa.

## Services et accès
D'une capacité de 96 places, gardé toute l'année, il est le point de départ le plus facile de la voie normale du mont Perdu (la voie sud-ouest). Autres ascensions possibles : Marboré (Cylindre, Tour, Casque), Taillon. Permet le passage vers la France par la brèche de Roland.